# Raoul Walter
Pour les articles homonymes, voir Walter.

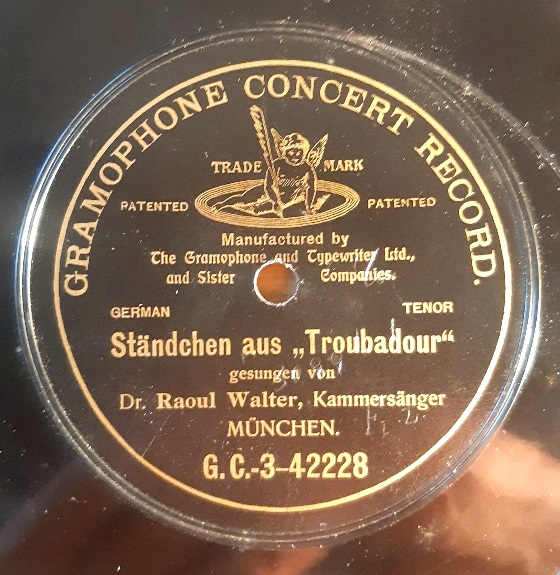
Disque de Raoul Walter (Munich, 1905)

Raoul Walter (né le 16 août 1863 à Vienne et mort le 21 août 1917 à Munich) est un chanteur d'opéra austro-allemand, ténor pendant plus de vingt-cinq au théâtre royal de Munich.

## Biographie

### Formation
Raoul Walter est le fils du chanteur Gustav Walter (1834-1910) et de son épouse Laura, née Haag. Il remporte à l'âge de treize ans un premier prix de piano à l'école Horak de Vienne. Il passe ses études secondaires à l'internat de Leitmeritz, avant d'étudier à la faculté de droit de l'université de Vienne, dont il devient docteur de 3e cycle en 1886.
En plus de son travail au parquet financier de Vienne, il est membre de l'association de chant des hommes de Vienne et de 1883 à 1887 membre de l'association de chant de la Société des amis de la musique (Gesellschaft der Musikfreunde). En 1888, il quitte son travail pour se consacrer au chant. Il débute cette même année au Theater an der Wien dans le rôle de Nanki-Puh de l'opérette Le Mikado de Gilbert et Sullivan. Le jeune ténor de vingt-quatre ans chante sous la direction de Johann Strauss le 15 mai 1888 pour la deux-centième représentation de Die Fledermaus dans le rôle d'Alfred. En 1890, il est engagé au Stadttheater de Brünn, avant d'être engagé en 1891 par Hermann Levi au Königliche Hof- und Nationaltheater de Munich.

## Munich
De 1891 à 1917, Raoul Walter est premier ténor lyrique au théâtre national et royal de Munich. Le 18 août 1891, il débute avec grand succès dans le rôle d'Adam dans Le Postillon de Lonjumeau. Il prise particulièrement les opéras de Mozart, pour lesquels on le voit plus de trois cents fois:  en tant que Belmonte, Don Ottavio, Ferrando, Basilio, Tamino. Il se distingue aussi dans les œuvres de Wagner, dans Tannhäuser par exemple (Walther). Son rôle le plus connu est Mathias Freudhofer dans l'opéra de Kienzl, Der Evangelimann, qu'il crée pour la première représentation à Munich en 1896, et est le seul chanteur à se produire pendant vingt ans; le compositeur fut impressionné par son interprétation.
Son répertoire comprend aussi des œuvres de Richard Strauss, dont Le Chevalier à la rose, Elektra, Ariane à Naxos, Feuersnot. Il convient de mentionner son interprétation du rôle-titre du duc Ulrich dans la première mondiale de Herzog Wildfang de Siegfried Wagner et sa participation à la première mondiale de l'opéra Les Quatre rustres d'Ermanno Wolf-Ferrari.
Walter crée les rôles titres de Lobetanz (de) (de Ludwig Thuille) et Der Corregidor (de Hugo Wolf). En outre, il est invité à chanter dans d'autres opéras à Saint-Pétersbourg, Moscou, Libau, Mitau, Riga, Brême, Francfort-sur-le-Main, Zurich, Carlsruhe et Vienne.
Il donne aussi des récitals de lieder avec son accompagnateur, élève de Liszt, Bernhard Stavenhagen, à l'Odéon de Munich. Raoul Walter était lié d'amitié avec Richard Strauss, qui lui dédia ses Lieder op. 36. D'autres lui dédient des Lieder, comme Erich Meyer-Helmund, Heinrich Kaspar Schmid et le chef d'orchestre et compositeur munichois Hugo Reichenberger (de) (1873-1938).
En avril 1917, il interprète pour la dernière fois le rôle de Tulbek dans Feuersnot de Richard Strauss. Il meurt après une maladie foudroyante à l'âge de 54 ans, le 21 août 1917. Son dernier repos est au Waldfriedhof  de Munich.

## Metteur en scène
En plus de son travail de chanteur aux théâtres de la Cour royale de Munich (Nationaltheater, Residenztheater, Prinzregententheater), où il est apparu dans 111 rôles d'opéra dans plus de 1 850 représentations, il a exercé la fonction de metteur en scène dans 25 opéras de 1904 à 1914. Les meilleures productions sont Così fan tutte et La Chauve-Souris.

## Famille
Walter est l'époux d'Emilie Seipel, fille d'un apothicaire de Vienne, avec qui il a quatre enfants. Sa fille cadette, Maria (Mimi) épouse le ténor viennois Julius Patzak (1898-1974). Sa sœur Minna Walter (1859-1901) était soprano aux opéras de Francfort-sur-le-Main et de Vienne.

## Documentation sonore
Huit disques de cire de 1905-1907 ont été édités à Munich avec des airs chantés par Raoul Walter et sont considérés comme les plus anciens. Parmi eux, l'on peut trouver des airs de Martha, Le Trouvère, Mignon, Così fan tutte, La Flûte enchantée, Le Barbier de Bagdad et La Juive.

## Premières
Premières ayant eu lieu au Königlichen Hof- und Nationaltheater de Munich:
- 1894: Hans dans La Fiancée vendue (Smetana)
- 1894: Fenton dans Falstaff (Verdi)
- 1894: Veit dans Dalibor (Smetana)
- 1895: Eisenstein dans La Chauve-Souris (J. Strauß)
- 1896: Mathias Freudhofer dans Der Evangelimann (Kienzl)
- 1902: Julien dans Louise (Charpentier)
- 1903: rôle titre dans Lobetanz (de) (Thuille)
- 1903: rôle titre dansDer Corregidor (Wolf)
- 1905: rôle titre masculin dans Béatrice et Bénédict (Berlioz)
- 1905: Tulbek  dans Feuersnot (R. Strauss)
- 1909: Aegisth dans Elektra (R. Strauss)
- 1911: Valzacchi dans Der Rosenkavalier  (R. Strauss)
- 1913: Scaramuccio dans Ariadne auf Naxos (R. Strauss)

## Créations
Walter apparaît dans dix créations au Königlichen Hof- und Nationaltheater, dont:
- 1901: le duc Ulrich dans Herzog Wildfang (Siegfried Wagner)
- 1906: le comte Riccardo dans Les Quatre rustres (Ermanno Wolf-Ferrari)

## Distinctions
- Chanteur de chambre royal de Bavière
- Ordre de la Maison Ernestine de Saxe
- Médaille royale de Louis pour la science, l'art et l'industrie
- Ordre de François-Joseph
- Croix de chevalier de l'ordre militaire et civil d'Adolphe de Nassau
- Médaille du prince-régent Léopold avec couronne en argent